# Fiord Króla Oskara
Fiord Króla Oskara (duń. Kong Oscar Fjord) – fiord położony we wschodniej części Grenlandii. Ma 150 km długości i od 10 do 20 km szerokości. Jest jednym z największych fiordów wschodniej Grenlandii. Łączy się z wodami Fiordu Franciszka Józefa. Został nazwany w 1883 roku na cześć króla Oskara II. Na południowym brzegu fiordu znajduje się baza wojskowa Mestersvig. 